# Egy szerelem három éjszakája (musical)
Az Egy szerelem három éjszakája musical három felvonásban, utójátékkal; ebben a műfajban az első magyar alkotás. Az ősbemutató színlapja „egy nemzedék lírai requiemjeként” határozta meg a darabot. Zenéjét Ránki György szerezte. Szövegkönyvét Vas István 1957-ben megjelent  Elveszett otthonok. Elbeszélés egy szerelem környezetéről c. műve nyomán Hubay Miklós írta. A dalszövegek Vas Istvántól származnak. 
A mű a magyar színháztörténet egyik klasszikus értékévé vált.
A darabot a Petőfi Színház mutatta be 1961-ben. A Petőfi Színház volt az első olyan színház Magyarországon, amelyik az operetthagyományokkal szakítva a modern zenés művek bemutatóhelyévé vált. A második világháborút követően először itt adták elő – nagy sikerrel – a Koldusoperát is.
A darabból 1967-ben filmváltozat is készült.

  „Az etikett, az etikett,

  Mire tanít az etikett?

  Hát arra, hogy bármi is adódik,

  A halat késsel sose edd.

  De arról megfeledkezett

  Az etikett, az etikett,

  Mi illendőbb az emberöléshez:

  Ágyú, gáz, vagy bajonett?

  Ó, ó, etikett,

  Csak a halottak tudnak illemet.”

## A darab születése és fogadtatása
Ungvári Tamás irodalomtörténész, dramaturg szervezte meg az alkotói gárdát. A bemutatón Petrovics Emil vezényelte a zenekart. A főszerepeket Margitai Ági, Bodrogi Gyula, Sennyei Vera, Agárdy Gábor, Miklósy György és Horváth Tivadar játszotta. A premier rendezője Szinetár Miklós volt.
A darab librettóját Radnóti Miklós sorsa ihlette.[forrás?]
Pernye András ősbemutató utáni kritikájából:

„„A témaválasztás minden becsületes embert szíven talált. A náci elnyomatást, illetve annak utolsó fázisát, a felszabadulást közvetlenül megelőző idők borzalmait viszik színre a szerzők. A mű így állítja fel az alapvető ellentmondást: milyen az élete egy becsületes emberpárnak ebben a pokolban? Becsületes maradhat-e vagy szükségképpen korrupnak kell lennie, illetve azzá kell-e válnia?
Érezhető, hogy a szerzők legigazabb személyes élményeiket vitték színre. [...] Ez a tény pozitív és negatív eredményre vezetett: a darab erényei és hibái egyaránt ugyanebből származnak.
[...] maga a konfliktus a lehető legelvontabb elvi szinten vetődik fel, anélkül, hogy a színpadi érzékletesség erejével hatná át a szereplőket. [...] a darab elsősorban epikus karakterű, úgy hat, mint valami tragikus hangulatú mese, stilizált szereplőkkel és jól megragadott, ám végeredményben stilizált konfliktussal.
[...]
Ránki György viszont melódiainvenciójának legjavát adta. [...]
Mindent összevetve, valóban új műfaj születéséről adhatunk hírt. A Szivárványvölgy még nem ment lényegesen túl az operett műfaján, jóllehet a konfliktus felvetése mélyebb amannál, az Egy szerelem három éjszakája arról tanúskodik, hogy a »musical« akklimatizálódótt a speciálisan magyar viszonyokhoz. Kíváncsian várjuk a folytatást!””

– Gondolatok egy új műfajról

A musicalből film készült 1967-ben Révész György rendezésében.

## Diszkográfia
Az ősbemutató után a 21 zeneszámból 15 került ún. „original cast”-lemezre.
1. Ballada és ellenballada az ifjúságról
2. Egy kalandor ars poeticája
3. Csak te vagy (Gázol-dal)
4. Ballada a halhatatlanságról
5. A bíróné dala
6. Dal a napsugárról
7. Itália
8. Planta dal
9. Hangaszál
10. Vita a humanizmusról
11. Dal a hűségről
12. Dal az etikettről
13. Búcsú budapesttől
14. Három királyok
15. Epilógus

- Angyal Sándor, Bende Zsolt, Boross János, Földi Ottó, Horváth Tivadar, László Margit, Miklósy György, Pagonyi János, Sennyei Vera (ének), Gábor Miklós (narrátor); a Petőfi Színház Zenekara, vezényel: Petrovics Emil (1961)